# 老城区

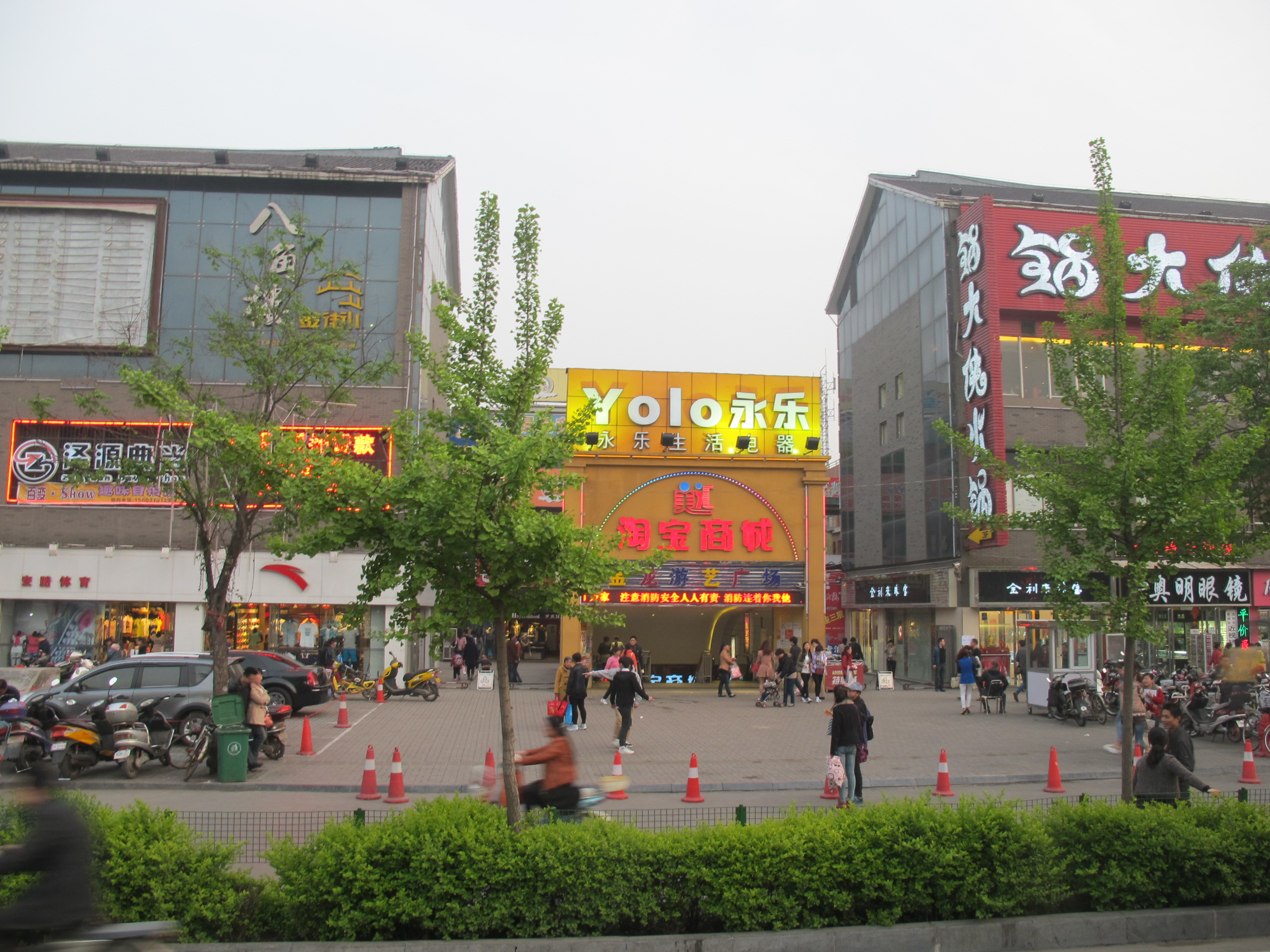

老城区是河南省洛阳市的市辖区。位于洛阳市中心东侧。面积57平方公里，总人口约26万人。

## 行政区划
老城区下辖9个街道办事处：
西关街道、西南隅街道、西北隅街道、东南隅街道、东北隅街道、南关街道、洛浦街道、邙山街道和道北路街道。
其中2023年12月老城区区划调整后，东北隅街道与西北隅街道合併为建安门街道，东南隅街道与西南隅街道合併为丽景门街道，並新设状元红街道，洛浦街道更名为翠云峰街道。

## 人口
根據第七次人口普查數據，截至2020年11月1日零時，老城區常住人口為252165人。